# Эммаусс (село)
Эмма́усс (неофициально Эммаус) — село в Калининском районе Тверской области России. Расположено по обе стороны автодороги Москва — Санкт-Петербург М10 в 15 км от Твери в сторону Москвы. Рядом находятся населённые пункты посёлок Эммаусс и  Эммаусская школа-интернат. Село, посёлок и школа-интернат фактически составляют единый населённый пункт.

## История
В 2007 году на основании имеющихся архивных документов органами местного самоуправления поселения было принято решение об установлении официальной даты образования поселения — 1628 год. Это год первого известного официального упоминания в Писцовых книгах населённого пункта, названного впоследствии Эммаусом. Таким образом, история села легла в основу истории посёлка Эммаусс и всего Эммаусского сельского поселения, включающего 20 населённых пунктов.
В 1859 году в казённом селе Эммаус Тверского уезда при реке Волге 44 двора, 411 жителей, православная церковь. В середине XIX — начале XX веков село было центром прихода Городенской волости Тверского уезда. В приходе Воскресенской церкви кроме села были деревни Горохово, Губино, Прибытково, Коленовка, Ошурково и Поддубье, в 1901 году всего 189 дворов, 1360 жителей (636 мужчин, 724 женщины).
В 1997 году — 160 хозяйств, 389 жителей.

## Население
| 1859 | 1886 | 1992 | 2002 | 2008 | 2010 |
| ---- | ---- | ---- | ---- | ---- | ---- |
| 411  | ↗481 | ↘369 | ↘218 | ↗285 | ↘167 |